# Johannes Fischer (Politiker, 1819)
Johannes Fischer (* 17. Januar 1819 in Elbenberg Stadt Naumburg in Hessen; † 14. November 1912 ebenda) war ein deutscher Bürgermeister und Mitglied der Kurhessischen Ständeversammlung.

## Leben
Johannes Fischer war von 1850 bis 1904 in seiner Heimatgemeinde Bürgermeister und erhielt in dieser Funktion für den Wahlkreis Hofgeismar-Wolfhagen-Land im Jahre 1855 ein Mandat für die zweite Kammer der kurhessischen Ständeversammlung. 
Er war von 1855 bis 1907 Mitglied des Kreistages in Wolfhagen.